# دير قلعة
دير قلعة هي قلعة أثرية، تقع إلى الشرق بنحو كيلومترين من بلدة دير بلوط غرب محافظة سلفيت، على ارتفاع 368 متر عن مستوى سطح البحر في منطقة تشرف على الساحل الفلسطيني المحتل عام 1948. يعود تاريخها إلى أكثر من 1600 عام قبل الميلاد، وحسب خبراء علم الآثار، قالوا: أن الدير بُني في القرن الخامس أو السادس على عهد جوستنيان بالفترة البيزنطية.

## وصف عام
تبلغ مساحة أرض الدير 5 دونمات، تضم خزان مياه رئيسي، وهو من أكبر الخزانات في الفترة البيزنطية. وسوراً داخلياً وآخر خارجياً، وأقواساً وبركاً منحوتة في الصخر، وطاقات في أعلى جدران الدير، وغرف طعام واستقبال.

## أهمية الموقع
للدير أهمية تاريخية واستراتيجية، حيث يقع على تقاطع طرق اللد وقيسارية ونابلس، وتشير بقايا الأعمدة فيه إلى ارتباطه بالمملكة الرئيسية في سبسطية، وتبرز أهميته الدينية في كنيسة ظاهرة المعالم، ومحرابه، وغرف العبادة.

## الاحتلال الإسرائيلي
اُحتلت دير بلوط عام النكسة، وبذلك بدأت السرقة والتدمير للموقع، فيبدو واضحاً بأن قطعة من الفسيفساء تم نقلها إلى متاحف إسرائيلية، وهذا ما أكدته تقارير وتحقيقات صحفية فلسطينية سابقة. ولا يفصل الموقع عن مستوطنة بدوئيل سوى 100 متر.
5 سبتمبر 2020: أخطرت سُلطات الاحتلال الإسرائيلي بالاستيلاء على خربتي دير سمعان ودير قلعة الأثريتان غرب محافظة سلفيت. أدانت وزارة السياحة والآثار الفلسطينية قرار المُصادرة وقالت: «أن الاحتلال مستمر في تزيف التاريخ والحقائق، ونهب الآثار وتاريخ الحضارات التي تعاقبت على أرض فلسطين في محاولة باطلة لإثبات أنه صاحب الأرض.» كما أدانت حنان عشراوي عضو اللجنة التنفيذية لمنظمة التحرير الفلسطينية القرار. واستنكره وزير الثقافة عاطف أبو سيف.
في 11 ديسمبر 2023: أخطرت قوات الاحتلال الإسرائيلي بالاستيلاء على دير قلعة البالغ مساحة آثارها حوالي 18 دونماً.